# Чмирь Сергій Михайлович
Сергій Михайлович Чмирь (нар. 4 червня 1961, смт Арбузинка, Миколаївська область) — український політик. Член СПУ; народний депутат Верховної Ради України 5-го скликання. Депутат Миколаївської обласної ради від ВО «Батьківщина».

## Біографія
Освіта: вища. У 1982 році закінчив Одеський сільськогосподарський інститут за спеціальністю «Вчений агроном». Доктор економічних наук (2009), член-кореспондент НААН.
- 1983—1985 — служба в Збройних Силах.
- 1985—1988 — агроном відділку, головний агроном колгоспу «Україна», Арбузинський район.
- 1988—1990 — інструктор організаційного відділу Арбузинського районного комітету Комуністичної партії України.
- 1990—2001 — директор радгоспу «Агрономія», Арбузинський район.
- 2001—2006 — директор Миколаївського інституту агропромислового виробництва[4].
- 2007—2008 — заступник начальника Державної служби з карантину рослин України.
- 2008—2010 — начальник Української державної насіннєвої інспекції Мінагрополітики.
- 2010—2011 — директор ДП "ДГ «Агрономія».
- 2011—2012 — заступник директора Інституту картоплярства НААН України.

Вересень 2007 — кандидат у народні депутати України від СПУ, № 37 в списку. На час виборів: народний депутат України, член СПУ.
Народний депутат України 5-го скликання з квітня 2006 до листопада 2007 від СПУ, № 33 в списку. На час виборів: директор Миколаївського інституту агропромислового виробництва, член СПУ. Член Комітету з питань аграрної політики та земельних відносин (з липня 2006), голова підкомітету з питань соціального розвитку сільської місцевості, формування соціально-трудових відносин і реформування власності в агропромисловому комплексі, розвитку аграрної науки і освіти, член фракції СПУ (з квітня 2006).
Заслужений працівник сільського господарства України. Нагороджений Почесною грамотою Верховної Ради України.